# Princess of China
"Princess of China" é uma canção da banda britânica Coldplay, gravada para o seu quinto álbum de estúdio Mylo Xyloto. Conta com a participação da cantora Rihanna, sendo composta por Guy Berryman, Jonny Buckland, Will Champion, Brian Eno, Chris Martin, e produzida por Markus Dravs, Dan Green, Rik Simpson. A fim da promoção do lançamento do disco, foi disponibilizada em formato digital a 25 de Outubro de 2011. Mesmo não sendo oficialmente lançada como single, atingiu o 60° na parada de singles do Brasil,Foi lançado oficialmente como Single em 22 de Março de 2012 e o videoclipe foi lançado em 02 de Junho de 2012.

## Desempenho nas tabelas musicais
| Tabela musical (2011-12)                     | Melhor posição |
| -------------------------------------------- | -------------- |
| Austrália (ARIA)                             | 16             |
| Áustria (Ö3 Austria Top 75)                  | 25             |
| Bélgica (Ultratop 50 de Flandres)            | 20             |
| Bélgica (Ultratop 50 da Valônia)             | 24             |
| Canadá (Canadian Hot 100)                    | 17             |
| República Checa (Rádio Top 100)              | 5              |
| Dinamarca (Hitlisten)                        | 7              |
| Finlândia (Finland's Official List)          | 14             |
| França (SNEP)                                | 24             |
| Alemanha (Media Control)                     | 41             |
| Grécia Digital Songs (Billboard)             | 8              |
| Hungria (Single Top 40)                      | 3              |
| Hungria (Rádiós Top 40)                      | 18             |
| Irlanda (IRMA)                               | 5              |
| Israel (Media Forest TV Airplay)             | 1              |
| Itália (FIMI)                                | 16             |
| Israel (Media Forest)                        | 5              |
| Países Baixos (Dutch Top 40)                 | 20             |
| México (Billboard)                           | 2              |
| Nova Zelândia (Recorded Music NZ)            | 8              |
| Noruega (VG-lista)                           | 8              |
| Escócia (Scottish Singles Chart)             | 4              |
| ERRO: DEVE FORNECER ano PARA TABELA eslovaca | 37             |
| Espanha (PROMUSICAE)                         | 24             |
| Suíça (Schweizer Hitparade)                  | 20             |
| Reino Unido (UK Singles Chart)               | 4              |
| Estados Unidos (Billboard Hot 100)           | 20             |
| Estados Unidos (Billboard Mainstream Top 40) | 24             |

## Histórico de lançamento
| País           | Data                    | Formato          | Editora discográfica |
| -------------- | ----------------------- | ---------------- | -------------------- |
| Estados Unidos | 25 de Outubro de 2011   | Descarga digital | Parlophone           |
| Estados Unidos | 14 de Fevereiro de 2012 | Rádio mainstream | Parlophone           |